# هولي نورتن
هولي نورتن (بالإنجليزية: Holly Norton)‏ هي مجدفة بريطانية، ولدت في 1993.

## وصلات خارجية
- هولي نورتن على موقع الاتحاد الدولي للتجديف (الإنجليزية)